# Samantha Willis
Samantha Willis (* als Samantha Langley) ist eine ehemalige englische Squashspielerin.

## Karriere
Samantha Willis war in den 1980er- und 1990er-Jahren auf der WSA World Tour aktiv und erreichte auf dieser ein Finale. Zwischen 1989 und 1994 stand sie dreimal im Hauptfeld der Weltmeisterschaft und erzielte ihr bestes Resultat jeweils mit dem Einzug in die zweite Runde 1989 und 1994. 1989 unterlag sie Michelle Martin und 1994 Suzanne Horner jeweils in drei Sätzen. Mit der englischen Nationalmannschaft wurde sie 1990 Europameisterin.

## Erfolge
- Europameisterin mit der Mannschaft: 1990